# George Ross
George James Ross (1. december 1877 i London – 28. august 1945 smst) var en britisk gymnast som deltog under OL 1908 i London og OL 1912 i Stockholm.
Han deltog under OL 1908 i London hvor han kom han på en ottendeplads sammen med det britiske hold i multikamp.
Ross vandt en bronzemedalje i gymnastik under OL 1912 i Stockholm. Han var med på det britiske hold som kom på en tredjeplads i holdkonkurrencen i multikamp efter Italien og Ungarn. Der var fem hold fra fem lande som var med i konkurrencen, som blev afholdt på Stockholms Stadion. Der var mellem 16 og 40 deltagere på hvert hold.